# Самплава
Самплава (пол. Sampława, нім. Samplau) — село в Польщі, у гміні Любава Ілавського повіту Вармінсько-Мазурського воєводства.
Населення — 629 осіб (2011).
У 1975-1998 роках село належало до Ольштинського воєводства.

## Демографія
Демографічна структура станом на 31 березня 2011 року:
|          | Загалом | Допрацездатний вік | Працездатний вік | Постпрацездатний вік |
| -------- | ------- | ------------------ | ---------------- | -------------------- |
| Чоловіки | 306     | 64                 | 215              | 27                   |
| Жінки    | 323     | 81                 | 187              | 55                   |
| Разом    | 629     | 145                | 402              | 82                   |